# 룩스 파스칼
룩스 파스칼(Lux Pascal, 1992년 6월 4일 ~ )은 칠레의 배우이다. 페드로 파스칼의 여동생이다. 본래 남배우로 활동하다 2021년 트랜스여성으로 커밍아웃하였다.